# Shimotsuke
Shimotsuke (下野市, Shimotsuke-shi) és una ciutat i municipi de la prefectura de Tochigi, a la regió de Kanto, Japó. La ciutat, una de les més recents de la prefectura, pren el seu nom de l'antiga província de Shimotsuke, antecessora de la prefectura de Tochigi.

## Geografia
El municipi de Shimotsuke està situat al sud-est de la prefectura de Tochigi. El terme municipal de Shimotsuke limita amb els d'Utsunomiya al nord; amb Mibu i Tochigi a l'oest; amb Oyama al sud i amb Mooka i Kaminokawa a l'est.

### Clima
Shimotsuke té un clima continental humid, caracteritzat per estius càlids i hiverns freds i amb fortes nevades. La temperatura mitjana anual és de 13,9 graus. La mitjana anual de precipitacions és de 1.373 mil·límetres, sent el setembre el mes més humid. Les temperatures més altes són a l'agost, amb uns 26,2 graus de mitjana i la temporada més freda és al gener amb 2,4 graus de mitjana.

## Història
La ciutat de Shimotsuke va ser fundada el 10 de gener de 2006 amb la unió de les viles de Minamikawachi, pertanyent al districte de Kawachi i les de Kokubunji i Ishibashi, ambdues pertanyents al districte de Shimotsuga. El nou municipi fruit de la fusió va prendre l'antic nom de la prefectura, quan era la província de Shimotsuke. Com a dada curiosa cal dir que el kokubunji o templa budista principal de la província es trobava a l'antiga vila de Kokubunji i que ara forma part de la ciutat de Shimotsuke.

## Política i govern

### Alcaldes
En aquesta taula només es reflecteixen els alcaldes democràtics, és a dir, des de l'any 1947. En el cas concret de Shimotsuke, la llista comença el 2006, quan es fundà la ciutat.
| Alcalde       | Inici del mandat | Fi del mandat | Partit | Partit |
| Takashi Ōgaki | 2006             | 2006          |        | Ind    |
| Toshio Hirose | 2006             | -             |        | PLD    |

## Demografia
| 1920   | 1930   | 1940   | 1950   | 1960   | 1970   | 1980   |
| ------ | ------ | ------ | ------ | ------ | ------ | ------ |
| 20.526 | 23.069 | 24.691 | 33.491 | 32.401 | 36.471 | 43.641 |
| 1990   | 2000   | 2010   | 2020   | 2030   | 2040   | 2050   |
| 46.673 | 57.447 | 59.464 | 59.476 | -      | -      | -      |

## Transport

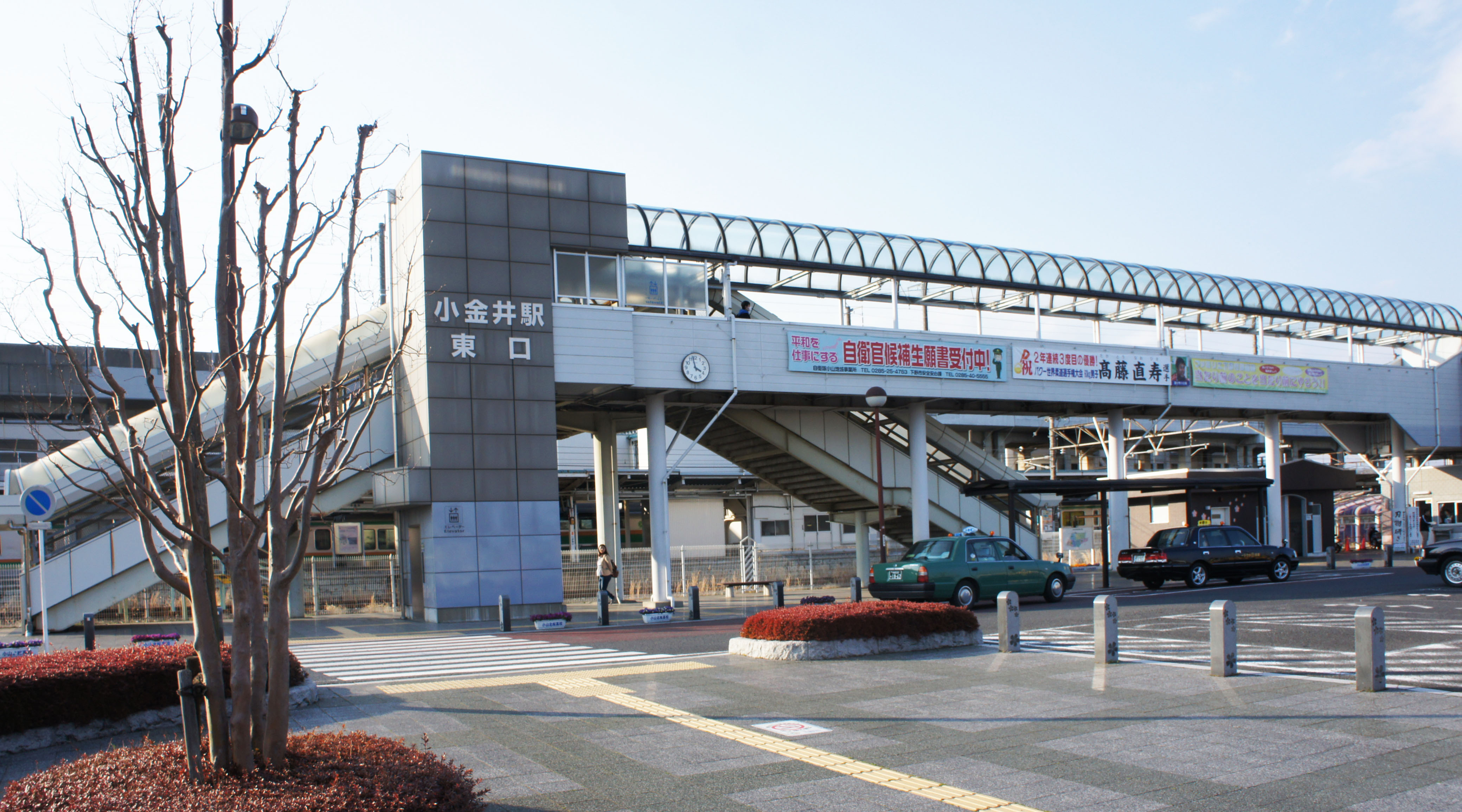
Estació de Koganei

### Ferrocarril
- Companyia de Ferrocarrils del Japó Oriental (JR East)
  - Koganei - Jichiidai - Ishibashi

### Carretera
- Nacional 4 - Nacional 352

## Agermanaments
- Dietzhölztal, Hessen, Alemanya. (Tractat d'amistat)[6]